# ICQ
ICQ는 이스라엘 회사 미라빌리스가 처음으로 개발한 인스턴트 메신저 프로그램이며 나중에 타임 워너의 AOL의 자사 소유가 되었다. 이 프로그램의 첫 버전은 1996년 11월에 출시되었으며 ICQ는 인터넷을 통한 최초의 인스턴트 메시징 서비스가 되었다. ICQ라는 이름은 "I seek you"("난 널 찾는다"의 뜻)의 구문을 딴 것이다. AOL은 미라빌리스를 1998년 6월 8일에 407,000,000 달러에 인수하였다.

## 기능
- ICQ는 문자 메시지, 오프라인 지원, 다중 사용자 대화, 하루 무제한 SMS 보내기, 파일 이어서 전송, 초대, 멀티플레이 게임, 사용자 디렉터리 검색 등의 기능을 제공한다.
- ICQ는 2007년 4월 17일에 시작하였으며 다양한 사용자 옵션을 묶는 단일 통신 플랫폼을 제공하였다.: IM 서비스, 무료 SMS (ICQ에서 휴대 전화로), 음성 및 화상 통신
- The ICQ client application and service were initially released in November

## 추가 제품
ICQ는 모든 사용자에게 추가 서비스와 콘텐츠 제품을 제공한다:
1. ICQ TV
2. ICQ 심 카드
3. ICQ 게임 센터
4. ICQ2Go

## 같이 보기
- 채팅